# Plazuela Serafín Filomeno
La plazuela Serafín Filomeno es un espacio público ubicado en el centro de Iquitos, en el departamento de Loreto. Funciona como el núcleo central del barrio universitario de la Universidad Nacional de la Amazonia Peruana (UNAP).

## Descripción
La plazuela se encuentra frente a la Calle Samanez Ocampo, en sus alrededores están las facultades de Economía, Agronomía, Biología y Administración. Se encuentra decorada con temática amazónica.
Su nombre deriva del docente e investigador Serafín Filomeno, que escogió los artefactos peruanos que se llevarían a la Exposición Universal de París de 1889.